# Hermine Klein
Hermine Klein war eine österreichische Ernährungs-Expertin, die ab den 1980er Jahren die Naturküchen-Rezept-Sammlung, die aus insgesamt 21 Heften besteht, erstellte. Das erste Heft, 1 × 1 der Naturküche, wurde in zwei weiteren Auflagen verlegt. Die Hefte sind bis heute in Reformhäusern erhältlich. Der Verlag existiert allerdings nicht mehr und die Lektorin des Buches ist verstorben.

## Leben
Nach einer fünfjährigen Ausbildung zur Hauswirtschaftslehrerin beschäftigte sie sich mit vollwertiger Ernährungslehre, darunter die Lehre nach Max Otto Bruker. Auch im Radio stellte Klein Rezepte vor. In dem Buch 99 neue Kekse. Die besten Rezepte aus der ORF nachlese, sind zwei Rezepte von Hermine Klein enthalten.
Die Gesamtauflage der Bücher beträgt mehr als 1,6 Mio. Exemplare. Im Jahr 1993 arbeitete das Unternehmen Ed. Haas Austria mit dem Unternehmen „Hermine Klein“ in Bad Schallerbach zusammen.

## Schriften
Alle Bücher sind im Fachverlag Gesundheit, Wien erschienen.
- Nr. 1: Das 1 × 1 der Naturküche. 1982, ISBN 3-900440-01-8.
- Nr. 2: Getreide-Gerichte pikant & süß. 1982, Neuauflage 1985, ISBN 3-900440-02-6.
- Nr. 3: Die neuen Sojagerichte schnell & delikat. 1983, ISBN 3-900440-03-X.
- Nr. 4: Alle Teige aus Vollkorn. Von Apfelstrudel bis Zwiebelnockerl. 1983, ISBN 3-900440-04-2.
- Nr. 5: Gesunde Salate rund ums Jahr. 1984, ISBN 3-900440-05-0.
- Nr. 6: Gesunde Zähne durch Naturküche. 1982, ISBN 3-900440-06-9. (mit Thomas Till)
- Nr. 7: Kekse, Kuchen und Torten. Süßes aus Vollkorn. 1984, ISBN 3-900440-07-7.
- Nr. 8: Schlank werden, schlank bleiben. 1984, ISBN 3-900440-08-5.
- Nr. 9: Vorratshaltung natürlich & gesund. 1985, ISBN 3-900440-09-3.
- Nr. 10: Kochen mit Flocken – vielseitig und schnell. 1986, ISBN 3-900440-10-7.
- Nr. 11: Eintöpfe für Feinschmecker. 1986, ISBN 3-900440-11-5.
- Nr. 12: Kalte Gerichte von Jause bis Buffet. 1987, ISBN 3-900440-12-3.
- Nr. 13: Brot, Gebäck und Pizza. Pikantes aus Vollkorn, einfach und schnell. 1987, ISBN 3-900440-13-1.
- Nr. 14: Keime und Sprossen. 1988, ISBN 3-900440-14-X.
- Nr. 15: 70 neue Apfelrezepte. Kalte und warme Gerichte. 1990, ISBN 3-900440-15-8.
- Nr. 16: Das Bio-Schlankheits-Programm. Mit Blitzdiät und Menüplänen. Cholesterinfrei, vitalstoffreich. 1989, ISBN 3-900440-15-8.
- Nr. 17: Köstlich kochen – Schnelle Rezepte für 1 Person. 1990, ISBN 3-900440-15-8.
- Nr. 18: Leicht & fein. Süßes ohne Zucker. 1990, ISBN 3-900440-18-2.
- Nr. 19: Die besten Nudelgerichte. Lasagne, Ravioli, Spaghetti & Saucen, Salate und Suppen, pikante Aufläufe, Nudeln – „süß“ – 80 neue Rezepte. 1992, ISBN 3-900440-19-0.
- Nr. 20: Schnelle Gerichte leicht & gesund. 70 köstliche Rezepte, fertig in 10–30 Min. 1994, ISBN 3-900440-20-4.
- Nr. 21: Menüs für jede Gelegenheit. Kochen nach den Jahreszeiten. Ostern, Pfingsten, Muttertag, Weihnachten. 1997, ISBN 3-900440-21-2.